# 4 Minutes
«4 Minutes» es una canción de la artista estadounidense Madonna compuesta para su undécimo álbum de estudio, Hard Candy. Se lanzó como el sencillo principal del álbum el 17 de marzo de 2008 a través de Warner Bros. Records. Originalmente conocida como «4 Minutes to Save the World» («Cuatro minutos para salvar al mundo»), en ella existe un sentido de urgencia para salvar el planeta de la destrucción y se muestra cómo se puede disfrutar durante el proceso. Según Madonna, fue su inspiración para la producción del documental I Am Because We Are (2008).
La canción también es interpretada por los músicos estadounidenses Justin Timberlake y Timbaland. Con su pulso acelerado y su estilo de hip hop urbano, incorpora además tambores de bhangra tocados por Timbaland. La instrumentación utilizada incluye instrumentos de viento-metal, sirenas y cencerros. Su letra transmite un mensaje de concientización social, inspirado en la visita de la cantante a África y el sufrimiento del que fue testigo.
«4 Minutes» recibió alabanzas de muchos críticos contemporáneos. Algunos han notado, sin embargo, que Timberlake se destaca más que Madonna en ella. Alcanzó éxito internacional, donde llegó al primer puesto de las listas en veintiún países, entre los que se cuentan Australia, Canadá, Alemania, Italia y Reino Unido. En Estados Unidos, ocupó el tercer puesto en el Billboard Hot 100 y por este tema Madonna logró su 37.º sencillo top diez y rompió el récord establecido por Elvis Presley con «Hound Dog»/«Don't Be Cruel».
En su video promocional, Madonna y Timberlake cantan y huyen de una pantalla negra gigante que devora todo a su paso. Al final del mismo, ambos son consumidos por esa fuerza. La cantante la interpretó durante su gira promocional de Hard Candy y durante su Sticky & Sweet Tour. En este último, la canción abría el último segmento del concierto, con temática rave, donde usaba un traje robótico y futurista. Durante las interpretaciones, Timberlake y Timbaland aparecían en pantallas para cantar sus partes. El tema recibió dos nominaciones a los premios Grammy en las categorías de mejor colaboración pop vocal y mejor grabación remezclada, no clásica.

## Composición e inspiración

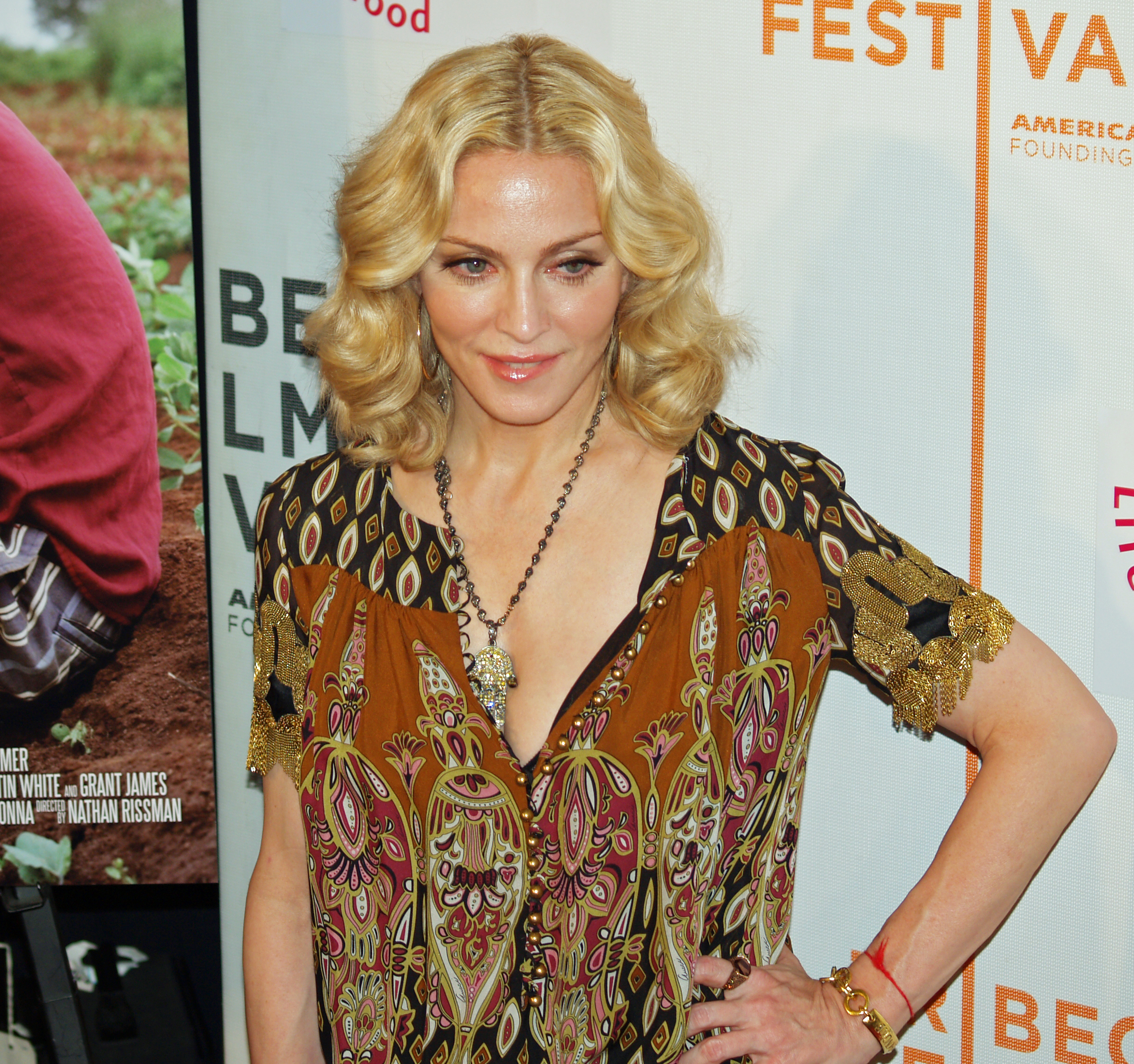
Madonna afirmó que la canción fue su inspiración para el documental I Am Because We Are (2008).

«4 Minutes» es una colaboración entre Madonna, Justin Timberlake y Timbaland. La canción, originalmente llamada «4 Minutes to Save the World», fue la última que se compuso para Hard Candy. Además, se grabó en 2007 en los Sarm Studios de Londres y The Hit Factory Criteria en Miami. En una entrevista con MTV, ella dijo que el concepto central de la canción se desarrolló durante conversaciones con Timberlake. Más tarde, explicó su significado:

«Bueno, no creo que sea importante tomarla en forma demasiado literal. Pienso que la canción, más que nada, es sobre el tener un sentido de urgencia; cómo somos, tú sabes, vivimos esencialmente con poco tiempo y la gente está tomando conciencia del medio ambiente y cómo estamos destruyendo el planeta. Ya sencillamente no podemos seguir distraídos, tenemos que educarnos y despertar y hacer algo al respecto. [...] A la vez, no queremos ser aburridos y serios y no divertirnos, así que [...] si vamos a salvar al planeta, podemos pasarla bien mientras tanto».

Ingrid Sischy, de la revista Interview, opina que la canción es una balada para el mundo, que a la vez contiene «los sonidos de una gran banda de marcha». Madonna coincidió con Sischy y agregó que la canción fue una de las inspiraciones para su documental I Am Beacuse We Are, que trata sobre el sufrimiento y la falta de comida que pesan sobre la nación africana de Malaui. Además comentó que disfrutó componer el tema con Timberlake, debido a que «es abierto y tiene talento». La cantante comentó sobre el significado de la canción:

«Si prestas atención a lo que sucede en el mundo, el Medio Oriente, las elecciones en Estados Unidos, el medio ambiente, hay mucho caos en todas partes. ¿Vas a ser parte del problema o de la solución? La gente también necesita ser animada. También necesitamos divertirnos un poco y recibir algo de optimismo».

## Estructura
«4 Minutes» es una canción de pulso acelerado, compuesta en un estilo de hip hop urbano. Incorpora efectos de sonidos graves que emulan a una banda de marcha, un ritmo estridente e instrumentación de viento-metal que interpreta un ostinato de notas agudas. Otros instrumentos utilizados comprenden sirenas y cencerros. Según la partitura publicada en Musicnotes, la canción está escrita en la tonalidad de sol menor, posee un compás de 3/4 y se interpreta en un tempo de 115 pulsaciones por minuto. Los tambores de bhangra de Timbaland se pueden apreciar al comienzo y al final de la canción. El registro de Madonna y Timberlake abarca cuatro octavas en total, desde fa3 a si♭5. La progresión de acordes básica del tema consiste en re-sol-do-fa-si♭-re.
La letra de la canción presenta un mensaje de concientización social, inspirado en la visita de Madonna a África y en el sufrimiento humano del que fue testigo. Jon Pareles de The New York Times afirmó que «aunque la canción suena como si cuatro minutos fuera el tiempo que requiere una canción para ser un éxito pop garantizado o para hacer algo rápido; en realidad, se trata de la única canción del álbum Hard Candy que posee un mensaje de concientización social». El sonido del movimiento de las agujas del reloj, hacia el final de la canción, enfatiza esto. Sobre el verso Sometimes I feel what I need is a you intervention («a veces siento que necesito una intervención de tu parte»), Madonna comentó que significa que «a veces pienso que necesitas salvarme». Según Michael Yo, director del Top 40 de la emisora WHYI: «Trabajas con Justin Timberlake, el mayor artista del momento y luego trabajas con Timbaland, el mejor productor del momento. ¿Cómo puedes hacer una mala canción? Es una combinación en la que no puede salir nada mal».

## Recepción crítica

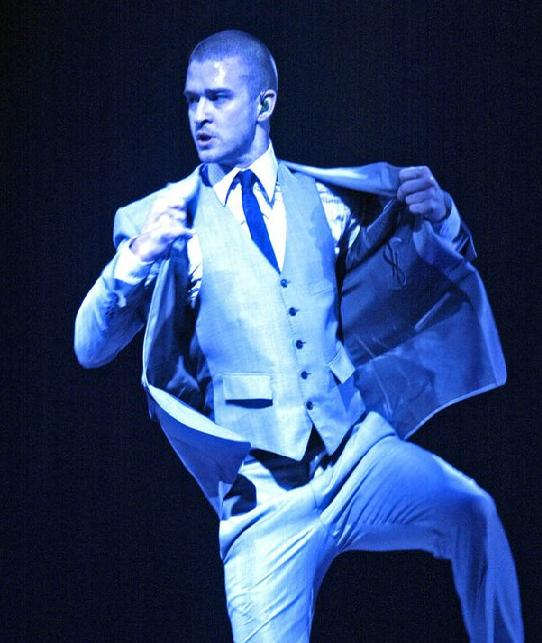
La crítica de Allmusic consideró que Justin Timberlake fue un artista más destacado que Madonna en el sencillo.

En general, la canción recibió críticas positivas. Caryn Granz, de la revista estadounidense Rolling Stone la describió como poseedora de «una estética de banda marcial, como así de una explosiva instrumentación de viento-metal que interpreta un ostinato similar a una escala». Además, la llamó «un tema fuerte, cargado, enérgico», comparando la voz de Timberlake con la de Michael Jackson. El editor y crítico musical de Billboard, Chuck Taylor, expresó que con la canción, Madonna «está a punto de lograr su primer sencillo en entrar a un Top 10 desde "Hung Up". [...] Existe un feo amontonamiento en la sobrecargada canción [...] pero el estribillo cantado entre Madge y Justin de We've only got four minutes to save the world ("Sólo tenemos cuatro minutos para salvar el mundo") es lo suficientemente atrapante como para venderla». Añadió que «4 Minutes» califica como todo un evento en términos de grabación «entre superpoderosos [Madonna y Timberlake] que no solo son igual de importantes, sino que suenan como una pandilla juntos». Mark Savage de la BBC describió su sonido como «tan futurista que podría realmente haberse transmitido desde el fin del mundo». Andy Gill de The Independent llamó a «4 Minutes» uno de los aspectos que rescatan a Hard Candy. Comentó que «la banda marcial de martes de Carnaval pavoneándose bulliciosamente» es una de «las ofertas más ambiciosas del álbum». Joey Guerra del Houston Chronicle comparó el tema con los de Nelly Furtado y opinó que se trataba de «una oferta para la radiotransmisión».
Según Sal Cinquemani, de la revista Slant, es una «publicidad descarada del resto del álbum». Chris Willias de Entertainment Weekly la llamó «un dúo ligón». Ben Thompson de The Guardian expresó: «Posee un sentido de las preocupaciones [diarias] al que es difícil huir. [Está cantada] sin esfuerzo, a veces brillantemente». Joan Anderman de The Boston Globe opinó que «la canción es una cosa segura, [destinada] a llegar a lo más alto de las listas debido a su poder puro como a su atractivo musical y en la víspera del 50º cumpleaños de Madonna [...] "4 Minutes" se siente como un regalo a sí misma». Sin embargo, reconoció que «el cambio en la estructura de poder [se hace] más evidente en "4 Minutes", donde Madonna suena como una invitada especial tratando de mantener el ritmo con los colosales tambores de Timbaland y la ágil melodía de Timberlake». Freedom du Lac, del Washington Post, elogió la canción por ser cargada y estridente. Comentó: «Propulsada por el ritmo de una detonante banda de marcha, [...] es una de las cosas más excitantes que Madonna haya hecho en esta década». Stephen Thomas Erlewine de Allmusic alabó la melodía y el atractivo del ritmo, pero se desilusionó por el hecho de que la voz de Madonna «desaparece por el pedorreante acompañamiento de sintetizador de cuatro notas de Timbaland —lo cual no hubiera sido tan malo si el tema hubiera sido más fresco y la totalidad de la empresa no hubiera sido tan mecánica y falta de alegría».
En la 51.ª edición de los premios Grammy, Madonna, Timberlake y Timbaland recibieron una nominación en la categoría de mejor colaboración pop vocal por la canción. La remezcla del músico holandés Junkie XL también recibió una nominación, en la categoría de mejor grabación remezclada, no clásica.

## Recepción comercial

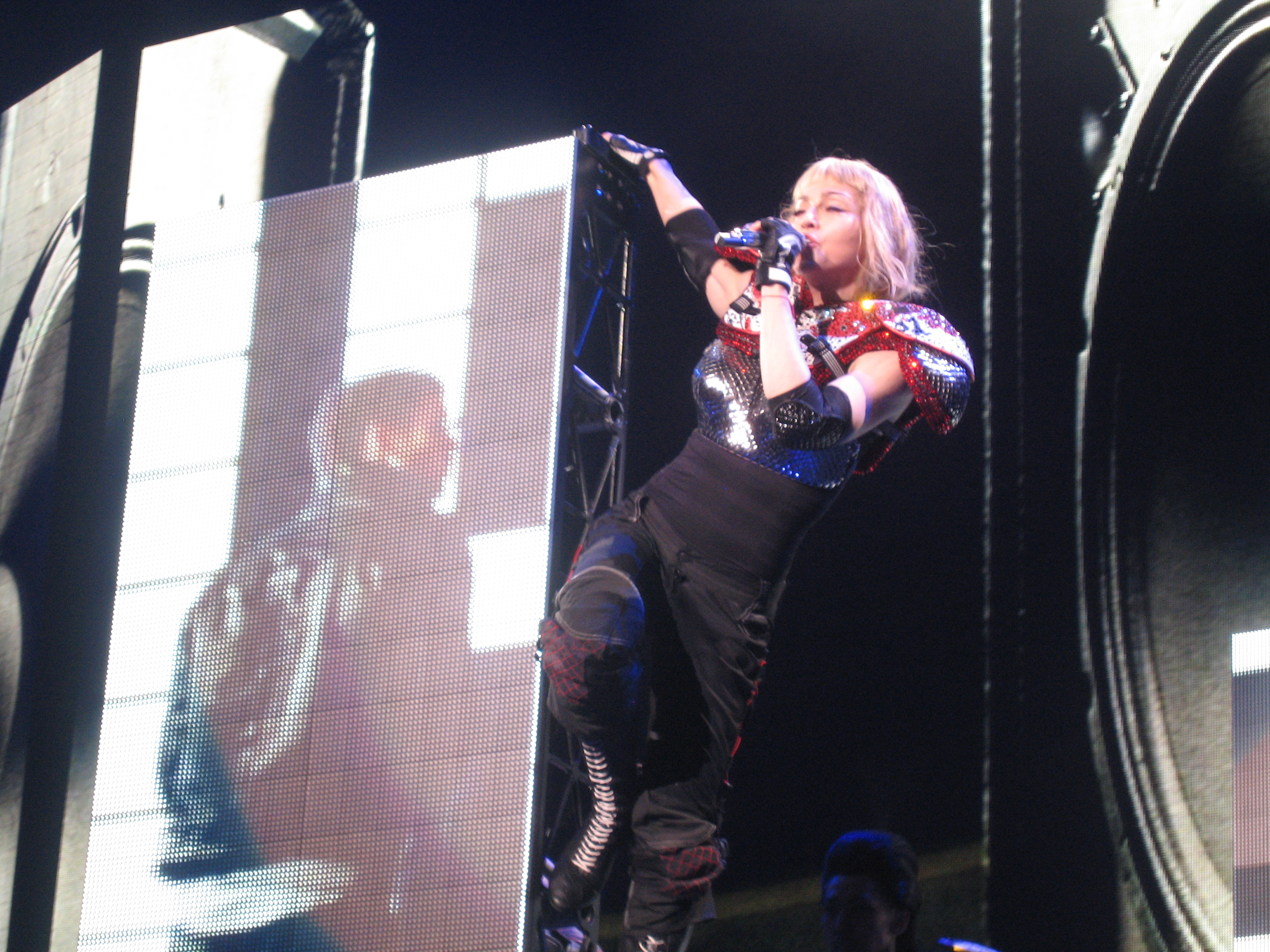
Madonna interpretando la canción durante una presentación de la gira Sticky & Sweet Tour.

En Estados Unidos, «4 Minutes» debutó en el número sesenta y ocho de la lista de éxitos Billboard Hot 100 del ejemplar de la revista del 5 de abril de 2008, que en este caso se basó únicamente en las emisiones radiofónicas. En una semana, la canción trepó sesenta y cinco lugares, donde alcanzó el tercer lugar de la lista. Este salto fue estimulado por las ventas digitales de su primera semana, que ascendieron a 217 000, lo que hizo que ingresara al segundo puesto en la lista Digital Songs, detrás del sencillo de Mariah Carey «Touch My Body». Fue su primer sencillo en ingresar a los diez primeros peustos desde el anterior «Hung Up» (2005) y fue su 37.º sencillo en entrar al top diez del Hot 100, por lo que rompió el récord establecido por Elvis Presley con su tema «Hound Dog/Don't Be Cruel». «4 Minutes» se convirtió en el sencillo de Madonna que alcanzó el puesto más alto en la lista de Billboard desde que «Music» llegó a la primera posición en 2000. Además, fue el noveno sencillo de Timberlake en ingresar a los diez principales. En la lista Pop 100, la canción alcanzó el segundo puesto. Incluso, fue un éxito en las listas de música dance, pues alcanzó el primer puesto en Dance Club Songs y Hot Dance Airplay. Cuatro meses después de su lanzamiento, «4 Minutes» recibió un doble disco de platino, otorgado por la Recording Industry Association of America, por haber vendido dos millones de copias en formato digital. Hacia julio de 2012, había vendido un total de tres millones copias en este formato en Estados Unidos. «4 Minutes» fue la décima canción más descargada en Estados Unidos en 2008, según Nielsen SoundScan. En Canadá, la canción debutó en el puesto 27 y alcanzó el primer lugar la semana siguiente. En total, estuvo nueve semanas no consecutivas en el primer puesto de la lista.
«4 Minutes» fue incluso un éxito en Australia y Nueva Zelanda. La canción debutó en el tercer puesto en las listas australianas y ascendió al número uno dos semanas después, donde permaneció tres semanas consecutivas. En este país, recibió un disco de platino otorgado por la Australian Recording Industry Association por haber vendido 70 000 copias. En Nueva Zelanda, «4 Minutes» debutó en el puesto 14 en las listas de ese país y ascendió al tercer puesto. Obtuvo un disco de oro otorgado por la Recording Industry Association of New Zealand por la venta de 7500 copias.
«4 Minutes» debutó en la UK Singles Chart en el séptimo puesto, basándose solo en las ventas de copias en formato digital. La canción se convirtió en el 16.º sencillo en ingresar a los diez primeros en el Reino Unido. Ascendió al primer puesto de la lista el 20 de abril de 2008, de manera que se convirtió en el decimotercer sencillo de Madonna en llegar al primer puesto, así como en la artista femenina con mayor cantidad de sencillos número uno en la historia de las listas británicas. Según Official Charts Company, la canción vendió en total 627 000 unidades allí para abril de 2019. «4 Minutes» estuvo en el primer lugar de la lista de Billboard European Hot 100 Singles durante cuatro semanas. En total, la canción alcanzó el primer puesto en veintiún países a nivel internacional. Bill Lamb, de About.com, colocó al tema en el tercer puesto en el Top 40/Pop de la cantante.

## Video promocional

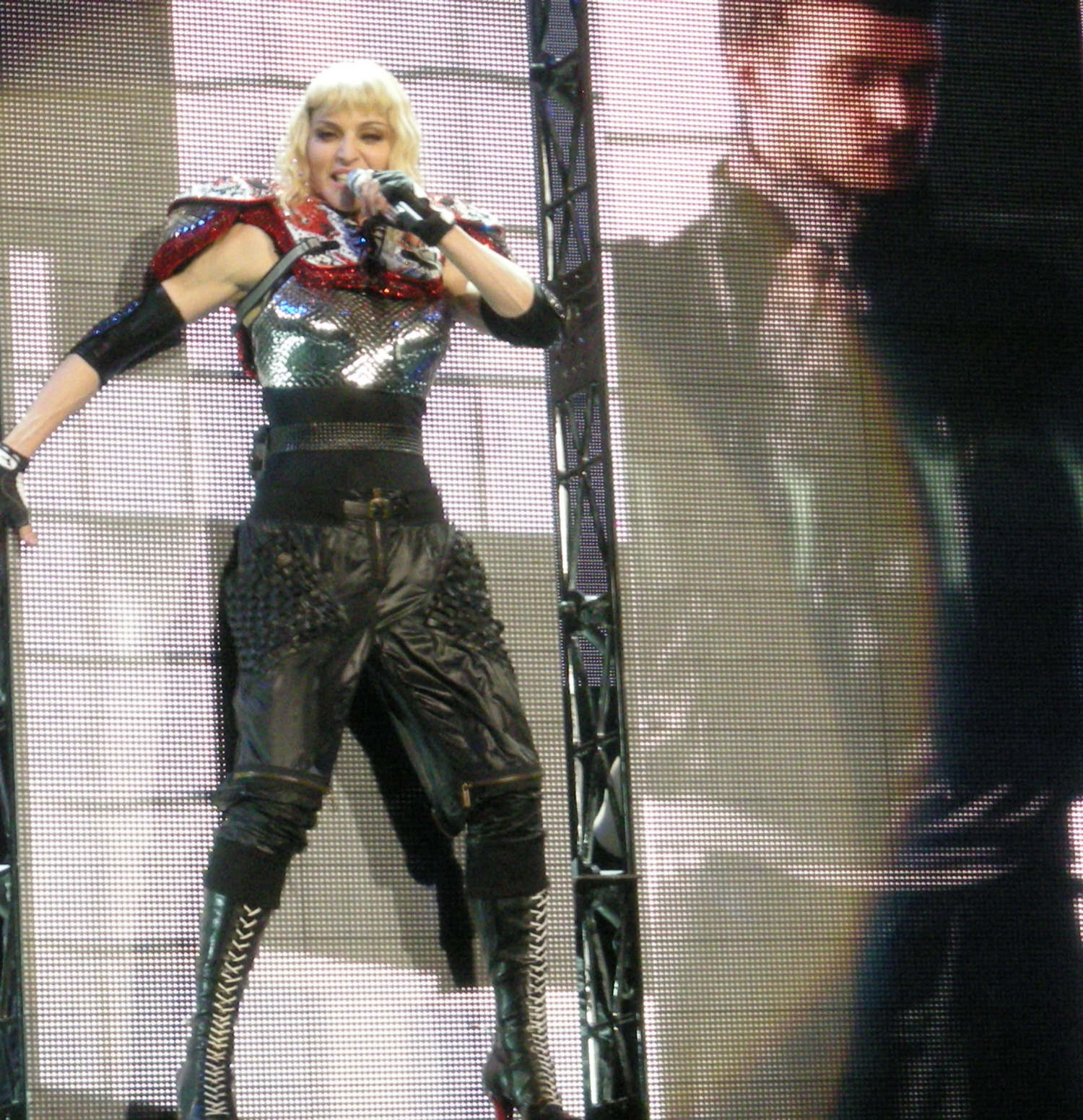
Madonna durante su gira Sticky & Sweet Tour. En las pantallas de fondo se puede ver a Timberlake, quien también participó en el video musical de la canción.

El dúo francés Jonas & François dirigió el video, mientras que Jamie King —quien había trabajado con Madonna en sus giras Drowned World, Re-Invention y Confessions Tour y en 2006 dirigió el video para su sencillo «Sorry»— realizó la coreografía-. El dúo de bailarines de hip hop japonés Hamutsun Serve también hizo una aparición ahí. Antes de su lanzamiento, la revista Rolling Stone afirmó que en el video, Madonna y Timberlake hacen de superhéroes, superando obstáculos físicos. En él, ella usó un corsé color crema y lució botas negras y el cabello suelto y ondulado; mientras que Timberlake usó básicamente pantalones vaqueros y una bufanda alrededor de su cuello. En cuanto a la idea detrás del video, Madonna dijo que «fue conceptual». Explicó que el video se filmó como si fuera un desfile: «Es un movimiento, queremos traer a todo el mundo con nosotros». Sobre la idea de la pantalla que devora todo, afirmó que:

«Ninguno de nosotros [entendió el concepto de la pantalla negra]. Es que solo, tú sabes, es muy conceptual. Básicamente, dimos la canción a dos directores franceses [Jonas & François] y propusieron el único concepto que juzgué interesante, con ese gráfico amorfo negro comiéndose lentamente el mundo. Simplemente me gustó esa idea».

El video utilizó un foco suave, luz delicada y aerografía sobre la imagen de Madonna. Comienza con Timbaland cantando el primer verso, de espaldas a un cronómetro gigante en una pantalla que hace una cuenta regresiva comenzando en cuatro minutos. Mientras tanto, una pantalla negra con figuras geométricas aparece desde atrás y comienza a engullir todos los dispositivos musicales presentes. Madonna y Timberlake ingresan a una casa, pero la abandonan al ver a la pantalla negra allí, quien empieza a devorar a los habitantes de la casa, mostrando el interior de su cuerpo. Luego de unos planos de Madonna y Timberlake saltando sobre una serie de autos junto al dúo Hamutsun Serve, llegan finalmente a un supermercado. La pantalla los sigue, mientras ingiere las góndolas y la gente que se encuentra allí. Mientras comienza el segundo estribillo, llegan al escenario en el que Timbaland estaba cantando. Luego de una coreografía, los cantantes se retiran a medida que una pared se descorre, mientras el contador llega a cero. El último sonido del movimiento de las agujas del reloj es claramente audible, Madonna y Timberlake bailan en un escenario más amplio a la vez que la pantalla negra se acerca por los costados. El video acaba con ellos enfrentados y la pantalla devorándolos. En los dos últimos planos, se pueden ver las costillas y vísceras de Timberlake y las mejillas de Madonna. En cuanto al video, Madonna dijo que fue como «las gomitas Goody», refiriéndose a la temática del álbum, relacionada con las golosinas. El New York Times llamó el video «palpitante» y lo comparó con los de «Thriller», «In the Air Tonight» y «Shadows of the Night». Sin embargo, comentaron que en el video no se muestra una Madonna tan innovadora, si se compara con sus videos de la década de 1980. La cantante Miley Cyrus creó su propia versión del mismo y la subió a su canal de YouTube. Madonna le respondió y comentó: «Toda la gente que está haciendo videos de mi nuevo sencillo, "4 Minutes", sigan así, buen trabajo». Se la mostró limpiando el escenario del video en su siguiente sencillo «Give it 2 Me». «4 Minutes» recibió una nominación en los premios MTV de 2008 en la categoría de mejor coreografía en un video, pero perdió ante el sencillo de Pussycat Dolls «When I Grow Up».

## Presentaciones en vivo y otras versiones

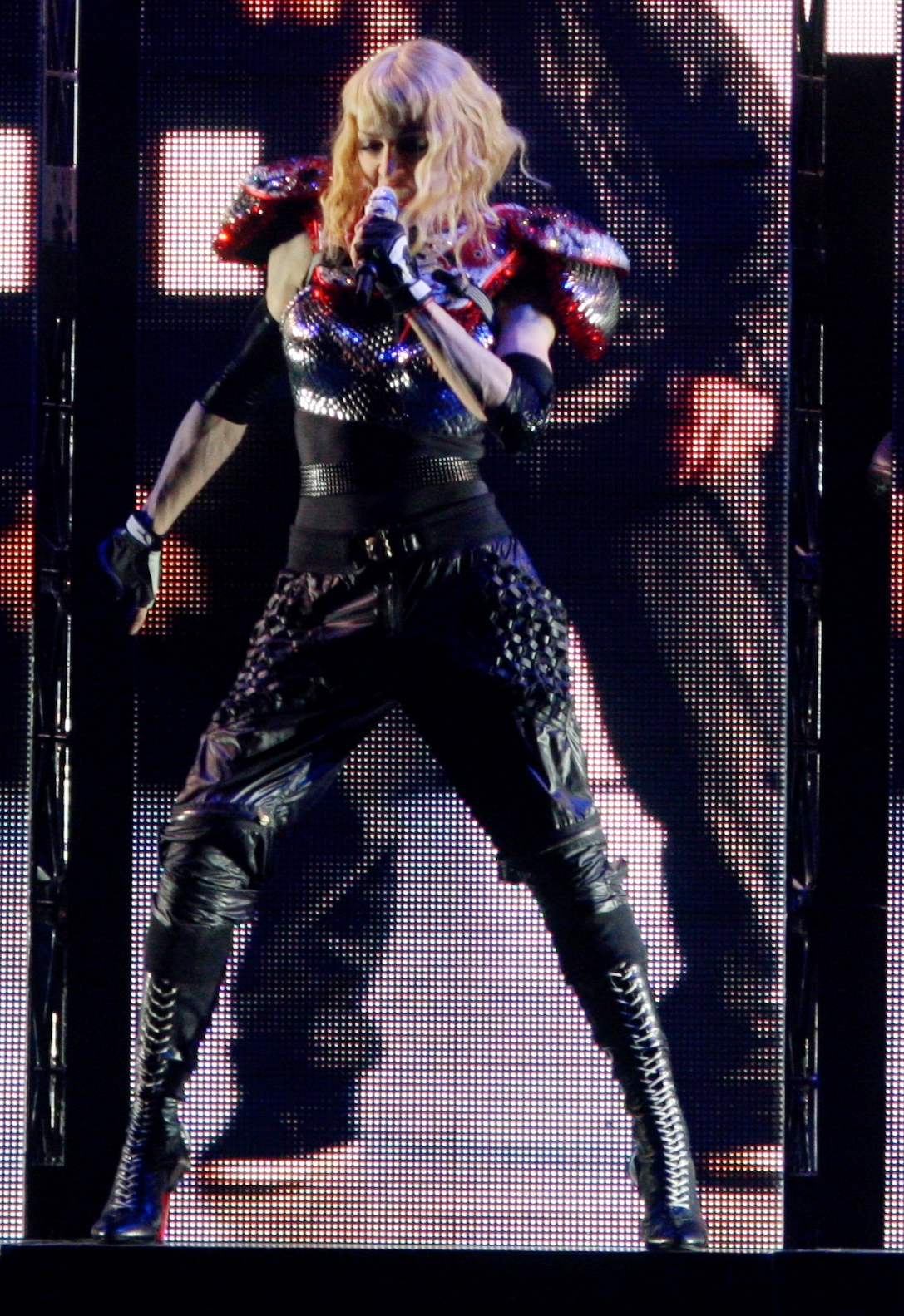
Madonna interpretando la canción con un traje futurista.

La canción se interpretó durante la gira promocional de Hard Candy. En ese momento, era la tercera canción que se tocaba. En ella, la cantante usaba un traje negro y brillante, pantalones de Adidas y botas con taco alto y cordones. Timberlake se presentó junto a Madonna, en el Roseland Ballroom en Nueva York para interpretarla. Cuando Timbaland apareció en las cuatro pantallas, la canción comenzaba. Estas comenzaron a deslizarse sobre el escenario, para dejar a Timberlake atrás de una y a Madonna, de la otra, quienes interpretaron la canción realizando una danza similar a la del video. Cuando la canción finalizó, la cantante lo empujó contra una pared. En la gira Sticky & Sweet Tour, «4 Minutes» marcaba la apertura del segmento de «rave futurístico con influencia japonesa». Durante este segmento, Madonna usaba un traje robótico y futurista diseñado por Heatherette. Lo solía combinar con placas metálicas en sus hombros y usaba el pelo largo y enrulado. Madonna y sus bailarines aparecían desde los telones de fondo, así como Timberlake y Timbaland, para cantar sus partes. Sobrevino después un dúo entre ambos, con Timberlake cantando y bailando desde las pantallas. Sin embargo, se presentó en persona en su recital del Dodger Stadium en Los Ángeles el 6 de noviembre de 2008. Ahí, Britney Spears cantó con Madonna «Human Nature». Se interpretó «4 Minutes» allí con trajes similares a los de la gira promocional. Timbaland interpretó en persona la canción durante el recital en el Dolphin Stadium en Miami. La canción se incluía dentro del popurrí de canciones y videos entre los cuales se incluían «The Sweet Machine», la remezcla de «Rain» y «Get Stupid». Este último es un video que retrata gente con buenas y malas intenciones, en el que se yuxtapone a John McCain con Hitler y Barack Obama con Mahatma Gandhi. Además, se la usó durante la interpretación de canciones como «Candy Shop», «Vogue» y «Hung Up». «4 Minutes» apareció en una introducción de «Turn Up the Radio» —de su álbum MDNA (2012)— en su gira The MDNA Tour del mismo año; con «Holiday», «Into the Groove», «Lucky Star», entre otras. El 27 de julio de 2017, la cantó en la gala anual de recaudación de fondos del actor Leonardo DiCaprio en Saint-Tropez, Francia.
«4 Minutes» fue además una de las canciones que figuraron en la serie Glee durante el episodio del 20 de abril de 2010 llamado «The Power of Madonna». El personaje interpretado por Chris Colfer, Kurt Hummel, cantó las partes de la estadounidense, mientras que Mercedes Jones (Amber Riley) interpretó las de Timberlake. La canción se interpreta durante la rutina de ejercicios de las porristas, acompañadas por la banda escolar. Además, figuró en los créditos de la película de 2008 Superagente 86.

## Lista de canciones
| - Primer CD (Reino Unido) 1. «4 Minutes» (versión del álbum) – 4:04 2. «4 Minutes» (remezcla de Bob Sinclar) – 5:39 - Segundo CD (Reino Unido y Australia) 1. «4 Minutes» (versión del álbum) – 4:04 2. «4 Minutes» (remezcla de Bob Sinclar) – 5:39 3. «4 Minutes» (remezcla de Junkie XL) – 6:16 - Sencillo de 12" lanzado en el Reino Unido 1. «4 Minutes» (edición de radio) – 3:10 2. «4 Minutes» (remezcla de Bob Sinclar) – 4:57 3. «4 Minutes» (edición de la remezcla de Junkie XL) – 4:39 4. «4 Minutes» (edición «Tracy Young House Radio») – 3:33 - Maxi sencillo (formato digital) lanzado en Estados Unidos 1. «4 Minutes» (edición de radio) – 3:11 2. «4 Minutes» (edición de Peter Rauhofer «Peter Saves Paris») – 4;49 3. «4 Minutes» (edición de la remezcla de Bob Sinclar) – 3:23 4. «4 Minutes» (edición de Junkie XL «Dirty Dub») – 4:05 | - Maxi sencillo (CD) lanzado en Europa y Estados Unidos 1. «4 Minutes» (remezcla de Bob Sinclar) – 5:39 2. «4 Minutes» (remezcla de Junkie XL) – 6:16 3. «4 Minutes» (remezcla «Tracy Young House») – 7:55 4. «4 Minutes» (remezcla de Peter Saves Paris) – 8:52 5. «4 Minutes» (remezcla «Rebirth») – 7:57 6. «4 Minutes» (edición Junkie XL «Dirty Dub») – 4:52 - Sencillo en formato 2× 12" lanzado en Estados Unidos 1. «4 Minutes» (remezcla de Bob Sinclar) – 5:39 2. «4 Minutes» (remezcla de Peter Saves Paris) – 8:52 3. «4 Minutes» (remezcla Tracy Young House) – 7:55 4. «4 Minutes» (edición Junkie XL «Dirty Dub») – 4:52 5. «4 Minutes» (versión del álbum) – 4:05 6. «4 Minutes» (remezcla "Rebirth") – 7:57 7. «4 Minutes» (remezcla de Junkie XL) – 6:16 |

## Créditos
- Madonna: composición, voz, armonías vocales, producción[79]
- Justin Timberlake: composición, voz, producción
- Timbaland: composición, voz, producción, tambores de bhangra
- Danja: composición, producción, teclado
- Demacio «Demo» Castellon: programación
- Ron Taylor: edición digital
- DJ Demo: scratch

## Posicionamiento en listas
| País           | Lista                    | Mejor posición |
| -------------- | ------------------------ | -------------- |
| Australia      | Australia                | 1              |
| Austria        | Austria                  | 2              |
| Bélgica        | Bélgica (Flandes)        | 1              |
| Bélgica        | Bélgica (Valonia)        | 1              |
| Canadá         | Canadá                   | 1              |
| Dinamarca      | Dinamarca                | 1              |
| Países Bajos   | Países Bajos             | 1              |
| Europa         | European Hot 100 Singles | 1              |
| Finlandia      | Finlandia                | 1              |
| Francia        | Francia                  | 2              |
| Alemania       | Alemania                 | 1              |
| Hungría        | Hungría                  | 1              |
| Irlanda        | Irlanda                  | 1              |
| Italia         | Italia                   | 1              |
| Japón          | Japón                    | 6              |
| Nueva Zelanda  | Nueva Zelanda            | 3              |
| Noruega        | Noruega                  | 1              |
| España         | España                   | 1              |
| Rusia          | Rusia                    | 5              |
| Suecia         | Suecia                   | 2              |
| Suiza          | Suiza                    | 1              |
| Reino Unido    | Reino Unido              | 1              |
| Estados Unidos | Billboard Hot 100        | 3              |
| Estados Unidos | Adult Pop Songs          | 20             |
| Estados Unidos | Dance Club Songs         | 1              |
| Estados Unidos | Latin Pop Songs          | 27             |
| Estados Unidos | Mainstream Top 40        | 5              |
| Estados Unidos | Pop 100                  | 2              |

| Lista (2008)                       | Posición |
| ---------------------------------- | -------- |
| Australia                          | 15       |
| Austria                            | 11       |
| Bélgica (Flandes)                  | 3        |
| Bélgica (Valonia)                  | 13       |
| Canadá                             | 11       |
| Países Bajos                       | 11       |
| Europa (European Hot 100 Singles)  | 5        |
| Francia                            | 13       |
| Hungría                            | 13       |
| Irlanda                            | 11       |
| Nueva Zelanda                      | 31       |
| España                             | 18       |
| Suecia                             | 3        |
| Suiza                              | 6        |
| Reino Unido                        | 9        |
| Estados Unidos (Billboard Hot 100) | 23       |
| Estados Unidos (Mainstream Top 40) | 38       |

| Lista (2000–09) | Posición |
| --------------- | -------- |
| Australia       | 77       |

## Certificaciones
| País           | Certificación |
| -------------- | ------------- |
| Alemania       | Platino       |
| Australia      | Platino       |
| Bélgica        | Oro           |
| Brasil         | Platino       |
| Dinamarca      | 2× Platino    |
| España         | 2× Platino    |
| Estados Unidos | 2× Platino    |
| Finlandia      | Platino       |
| México         | 2× Oro        |
| Noruega        | 3× Platino    |
| Nueva Zelanda  | Oro           |
| Reino Unido    | Oro           |

## Historial de lanzamientos
| País           | Fecha               | Formato                      |
| -------------- | ------------------- | ---------------------------- |
| Australia      | 17 de marzo de 2008 | Descarga digital             |
| Australia      | 8 de abril de 2008  | Descarga digital (remezclas) |
| Australia      | 19 de abril de 2008 | CD                           |
| Reino Unido    | 17 de marzo de 2008 | Descarga digital             |
| Reino Unido    | 21 de abril de 2008 | CD                           |
| Reino Unido    | 2 de junio de 2008  | 12"                          |
| Estados Unidos | 25 de marzo de 2008 | Descarga digital             |
| Estados Unidos | 15 de abril de 2008 | Descarga digital (remezclas) |
| Estados Unidos | 29 de abril de 2008 | CD                           |
| Alemania       | 11 de abril de 2008 | CD                           |
| Francia        | 14 de abril de 2008 | CD                           |